# Dalijia Shan
Das Dalijia-Gebirge (chinesisch 达力加山, Pinyin Dálìjiā Shān u. a.) befindet sich am nordöstlichen Rand des Qinghai-Tibet-Plateaus überwiegend auf dem Gebiet der Großgemeinde Ganjia im Kreis Xiahe des Autonomen Bezirks Gannan der Tibeter im Südosten der nordwestchinesischen Provinz Gansu. Das Gebirge bildet zusammen mit dem 4080 m hohen Baleng-Gebirge (Baleng Shan 巴楞山) in Qingshui 清水 und dem Taizi-Gebirge (Tàizǐ Shān 太子山) die Gebirgsgrenze zwischen dem Kreis Xiahe von Gansu und dem Kreis Xunhua der Provinz Qinghai. Der Hauptgipfel mit 4636 m liegt an der berühmten Baishiya-Ebene auf dem Gebiet der Großgemeinde Labuleng (nach dem gleichnamigen Kloster). Das Gebirge oberhalb der Schneegrenze ist steil, die Klippen sind kahl, es fällt ganze Jahr über Schnee, das Klima ist unbeständig. Die Vegetation unterhalb der Schneegrenze gedeiht gut, es gibt viele Blumen, die Berge sind mit einer Vielzahl hochwertiger Gräser und wertvoller Kräuter bewachsen und die Bodenschätze sind reichhaltig. In dem Gebirge befinden sich einige flache Seen.
An der Südseite des Gebirges am Rande des Ganjia-Beckens befindet sich die Baishiya-Höhle.